# Sistão-Baluchistão
Sistão-Baluchistão (em persa: سیستان و بلوچستان‎; romaniz.: Sīstān va Balūchestān) é uma província do Irã sediada em Zaedã. Tem 181 785 quilômetros quadrados e segundo censo de 2019, havia 2 978 000 residentes. Se divide em 19 condados.